# Kurt Groote

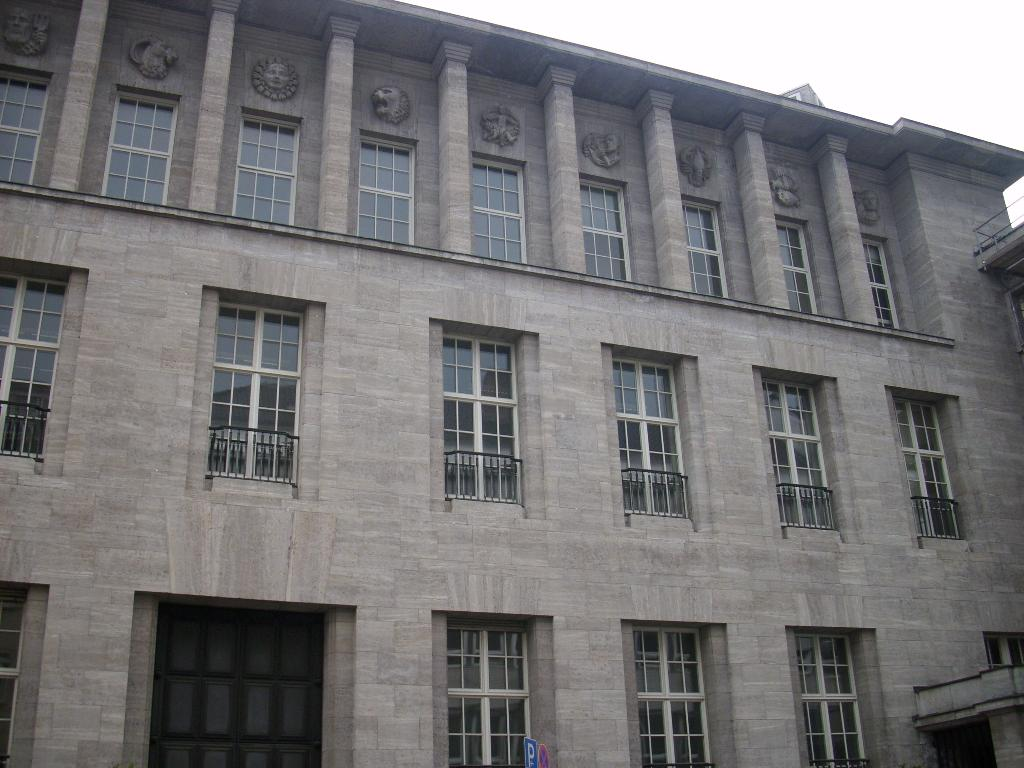
Verwaltungsgebäude des Gerling-Konzerns

Kurt Groote (* 30. September 1901; † 9. Februar 1953 in Düsseldorf) war ein deutscher Architekt.

## Leben
Groote studierte Architektur und wurde nach dem bestandenen zweiten Staatsexamen zum Regierungsbaumeister (Assessor in der öffentlichen Bauverwaltung) ernannt. Er war Architekturmitarbeiter der SS-Zeitschrift Das Schwarze Korps. 1937 beteiligte er sich an der Reichsausstellung Schaffendes Volk. Nachdem Gerhard Graubner im August 1940 als Professor an die TH Hannover berufen worden war, übernahm Groote die Leitung der 1939 gegründeten Stadtplanungs-GmbH Düsseldorf. Trotz des Verbotes nicht kriegswichtiger Planungen plante Groote linksrheinisch eine große KdF-Stadt. Ab 1944 war er im Wiederaufbaustab von Düsseldorf tätig. Auch nach dem Zusammenbruch des Dritten Reichs arbeitete er unter dem Düsseldorfer Baudezernenten Friedrich Tamms. Als Mitarbeiter des Stadtplanungsamtes stellte er sich im Düsseldorfer Architektenstreit auf die Seite Tamms’ und veröffentlichte 1950 den Artikel „Eine Wertung des Düsseldorfer Stils im neuen Straßenbild“. Damit erntete er heftigen Protest des Architektenrings Düsseldorf.
Sein bekanntestes Bauwerk ist der 1951 fertiggestellte Mittelbau des Gerling-Konzerns an der Von-Werth-Straße in Köln. Laut der Kunsthistorikerin Hiltrud Kier zeigt das Gebäude typische Merkmale der nationalsozialistischen Architektur, so etwa die Monumentalisierung des obersten Geschosses durch eine Reihe von Pfeilern, und die scharf eingeschnittenen Fenster- und Türöffnungen.

## Bauten
- 1936: Mehrfamilienhaus in Mönchengladbach[4]
- 1937: Mehrfamilienhaus in Mönchengladbach, Abteistraße 42[4][5]
- 1939: Waldhaus bei Mönchengladbach[6][5]
- vor 1940: Haus G. L. in Remscheid-Küppelstein[5]
- 1941: Wohnhaus in Kaltenherberg bei Burscheid[7][5]
- vor 1943: Mehrfamilienhaus in Düsseldorf[8]
- 1946–1953: Neue Friedhofskapelle der evangelischen Kirchengemeinde in Bad Rothenfelde[9]
- 1950–1951: Verwaltungsgebäude für den Gerling-Konzern in Köln[10]